# 太田収
太田 収（おおた おさむ、1890年〈明治23年〉1月12日 - 1938年〈昭和13年〉5月28日）は、日本の実業家。山一証券社長を務めた。投機に失敗し自殺した。証券業界における初の東京帝大出身者。

## 経歴
岡山県吉備郡庭瀬村（庭瀬町、吉備町を経て、現在の岡山市北区）出身。のちに家督を相続する。1916年、東京帝国大学法科大学独法科を卒業した。
同郷の先輩野崎広太の勧めで、小池国三の小池合資会社（のちの山一證券）に入る。古荘四郎彦、河合良成らと、兜町で働く東京帝大法科出の遊会「十八日会」を作り親交した。1926年、山一証券常務に昇進。鐘紡株で巨利を得、社長の杉野喜精に「証券業の天才」と評された。1935年に社長就任。
自ら鐘紡株の思惑買いを進めていたが、暴落で失敗する。1938年、前社長杉野喜精に辞表を出し、私財を投げ打っても損失を埋められなかった為、5月に遺書を残して服毒自殺。副社長だった平岡伝章が一時的に代理を務めた後、同年12月に専務の木下茂が後任として社長職に就いた。

## 人物
母方の会津気質を受け、大の負けず嫌いの性格で、祖父の手代木勝任に似て眼光鋭く、意志強固、明敏細緻な性格であった。渋谷区多額納税者である。宗教は神道。趣味は柔道、将棋。住所は東京市渋谷区豊分町（現在の渋谷区広尾）。
同じ岡山出身の犬養毅は太田の帝大時代の保証人である。獅子文六の『大番』に登場する木谷のモデルである。同作の主人公・赤羽のモデルである佐藤和三郎は太田の弟子。

## 家族・親族
太田家
- 父・始四郎[1][11][12]、あるいは始三郎[3][5][6]（1928年没）[4] - 太田始四郎は庭瀬村村長[13]。豪農[14]。始四郎（元四郎とも[9]、旧姓・日枝）は、賀陽郡平野村（庭瀬村、庭瀬町、吉備町を経て、現在の岡山市北区）戸長・太田伝四郎の娘婿で、一子を儲けたが妻子とも死別[9]。実家は川辺脇本陣[15]。
- 母・元枝[1] - 岡山区長手代木勝任の長女[9]。佐々木只三郎の姪。太田始四郎の後妻。前夫との間に二児あり。[9][16]
- 兄・稔（1880年生） - 清水組土木部工事長（のち清水建設監査役）。東京帝国大学工科土木科卒。1918年より1年間米国視察。妻は安田武雄の妹。[11][17]
- 前妻・弘（1898-1920） - 日本赤十字病院長・難波一の長女。結婚1年で死別。[4][16][18]
- 後妻・利子（1904年 - ?、東京、藤島太麻夫の長女[1]、あるいは藤嶋太麻の二女[6]）1923年に結婚、1932年に死別。父の藤島太麻夫（たまお）は山口県出身の歯科医で、高山歯科医学院講師を経て東京麹町区内幸町で藤島歯科医院を開業、軽井沢避暑団の理事などを務めた。[4][19][20]
- 長女[3][5][6]
- 養子（神奈川、岡田三次郎の孫）[3][5][6]

親戚
- 母方の大叔父・佐々木只三郎（京都見廻組与頭）[21]
- 妹の夫・坂井豊（陸軍大佐）、渡邊彦士（判事）、稲葉章道（医師）[3][11]

## 関連書
- 『滅びの遺伝子　山一證券興亡百年史』 （鈴木隆 著）